# 白楽濬

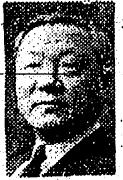
1960年ごろ

白 楽濬（ペク・ナクチュン、はく らくじゅん、朝鮮語: 백낙준、1896年3月9日 - 1985年1月13日）は、韓国の教育者、政治家。元文教部長官、参議院議員、参議院議長。本貫は水原白氏。在米時期は韓国名を白成彬（ペク・ソンビン、朝鮮語: 백성빈）と、英語名をGeorge Paikと称した。日本名は白原 楽濬（しらはら らくじゅん）、号は庸齋。

## 経歴
平安北道定州郡出身。幼い頃は書院に通ったが、日露戦争以降はキリスト教会系の小学校、中学校で学んだ。1911年には105人事件の関与者として疑われたが、信聖学校の米国人校長の助けにより容疑を晴らした。1913年より中国天津のイギリス系教会学校の神学書院で3年間勉強した後、1916年に渡米した。1922年に米国ミズーリ州のパーク大学を卒業。1925年にプリンストン神学校を卒業し、ペンシルベニア大学で政治外交学を修学した。プリンストン大学大学院での歴史学研究を経て1927年にイェール大学大学院で哲学博士号を取得した。
1936年に延禧専門学校の文科科長を務め、1940年に京城老会所属の牧師として延禧専門学校で務め、1941年に朝鮮総督府から朝鮮イエス教長老会の布教者として許可を受けた。1942年にキリスト教新聞協会理事および「キリスト教新聞」の編集委員に任命され、1943年に朝鮮中央キリスト教青年会維持財団の理事にも選任された。
解放後は米軍政庁学務局の朝鮮人教育委員に選任され、京城大学（現・ソウル大学校）法文学部長、法文学部西洋史学教授を兼任した。1946年に延禧大学校（現・延世大学校）初代総長を務め、1948年に大韓少年団総裁を務めた。1950年から文教部長官、延禧大学校理事長、大韓教育連合会理事長、大韓キリスト教青年会連盟理事長、韓国キリスト教会連合理事長、大韓教科書株式会社社長、延世大学校初代総長、同名誉総長を務めた。1960年の第5代総選挙で無所属で出馬し、参議院議員に当選した後、参議院議長を務めた。1961年の5・16軍事クーデター直後、米国北長老教会教育処顧問に招聘され、渡米して南米、インドなどのキリスト教教育機関を視察し、1963年に帰国した。1980年に国政諮問会委員、1983年に学術院会員を歴任した。

## 業績・評価
著書に『韓国キリスト教史』『韓国教育と民族精神』などがある。
2009年に親日反民族行為者に認定されている。